# Торохов Роман Сергійович
Роман Сергійович Торохов (рос. Роман Сергеевич Торохов; 14 серпня 1984, Білогорськ, РРФСР — 6 листопада 2023, Україна) — російський офіцер, полковник ЗС РФ. Герой Російської Федерації.

## Біографія
Син військовослужбовця. Навчався у школі №17 м. Майкоп, яку закінчив у 2001 році. Вступив до Новосибірського вищого командного училища, яке закінчив у 2005 році за спеціальністю «бойова і повсякденна діяльність мотострілецьких підрозділів». Після закінчення училища служив командиром гранатометного взводу 693-го мотострілецького полку 19-ї мотострілецької дивізії. Учасник Російсько-грузинської війни. В 2014/17 роках навчався в Загальновійськовій академії ЗС РФ за напрямком «управління військовими частинами і з'єднаннями», після чого служив в місті Чербакуль. В січні-травні 2018 року брав участь в інтервенції в Сирію. В 2020 році призначений начальником відділу 8-ї загальновійськової армії.
З 24 лютого 2022 року брав участь у вторгненні в Україну. З січня 2023 року — командир 114-ї окремої мотострілецької бригади. Загинув внаслідок підриву автомобіля. 9 листопада 2023 року був похований в Майкопі.

## Нагороди
- Медаль «За службу на Північному Кавказі»
- Медаль «За бойову співдружність» (Південна Осетія)
- Медаль «За службу на варті миру в Південній Осетії» (Південна Осетія)
- Медаль «За участь у військовому параді в День Перемоги»
- Медаль «За зміцнення бойової співдружності»
- Медаль Жукова (2018)
- Медаль «Учаснику військової операції в Сирії»
- Медаль Суворова
- Медаль «За відзнаку у військовій службі» 3-го, 2-го і 1-го ступеня (20 років)
- Медаль «За бойові заслуги»
- Орден Мужності (2022)
- Медаль «За відвагу» (2023)
- Орден «За військові заслуги»
- Медаль «Учаснику спеціальної військової операції»
- Відзнака «За заслуги перед Донецькою Народною Республікою» 3-го ступеня
- Звання «Герой Донецької Народної Республіки» (1 березня 2023)[2]
- Звання «Герой Російської Федерації» (16 грудня 2023, посмертно)[3]